# 50Hertz Transmission
Die 50Hertz Transmission GmbH ist ein deutscher Übertragungsnetzbetreiber mit Sitz in Berlin. Das Unternehmen betreibt das Höchstspannungs-Stromnetz (220 kV und 380 kV) im Osten Deutschlands, einschließlich Berlin sowie im Raum Hamburg mit einer Stromkreislänge von über 10.600 km. Das Unternehmen beschäftigte 2023 rund 1.800 Mitarbeiter.

## Geschichte

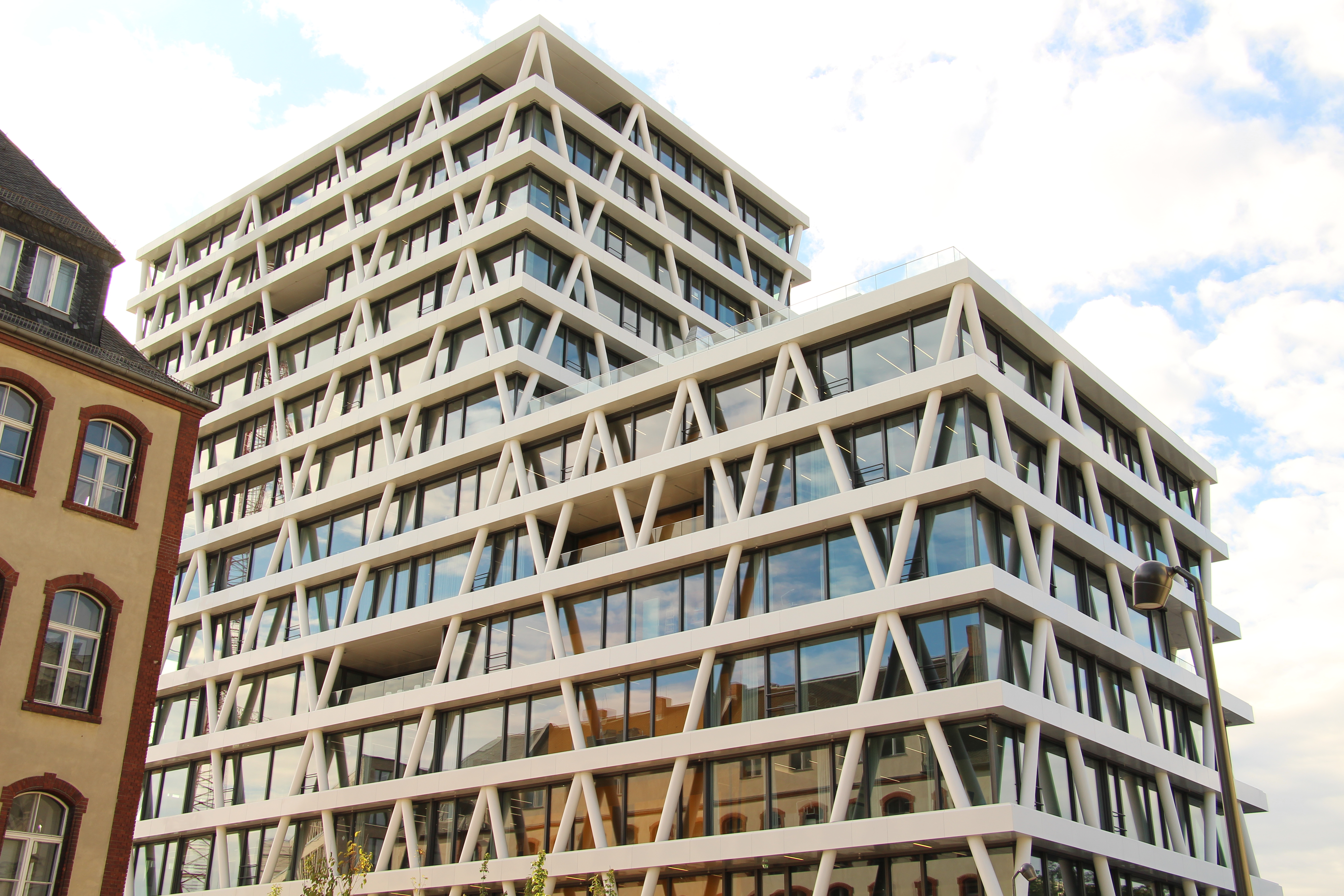
Unternehmenssitz in der Europacity in Berlin

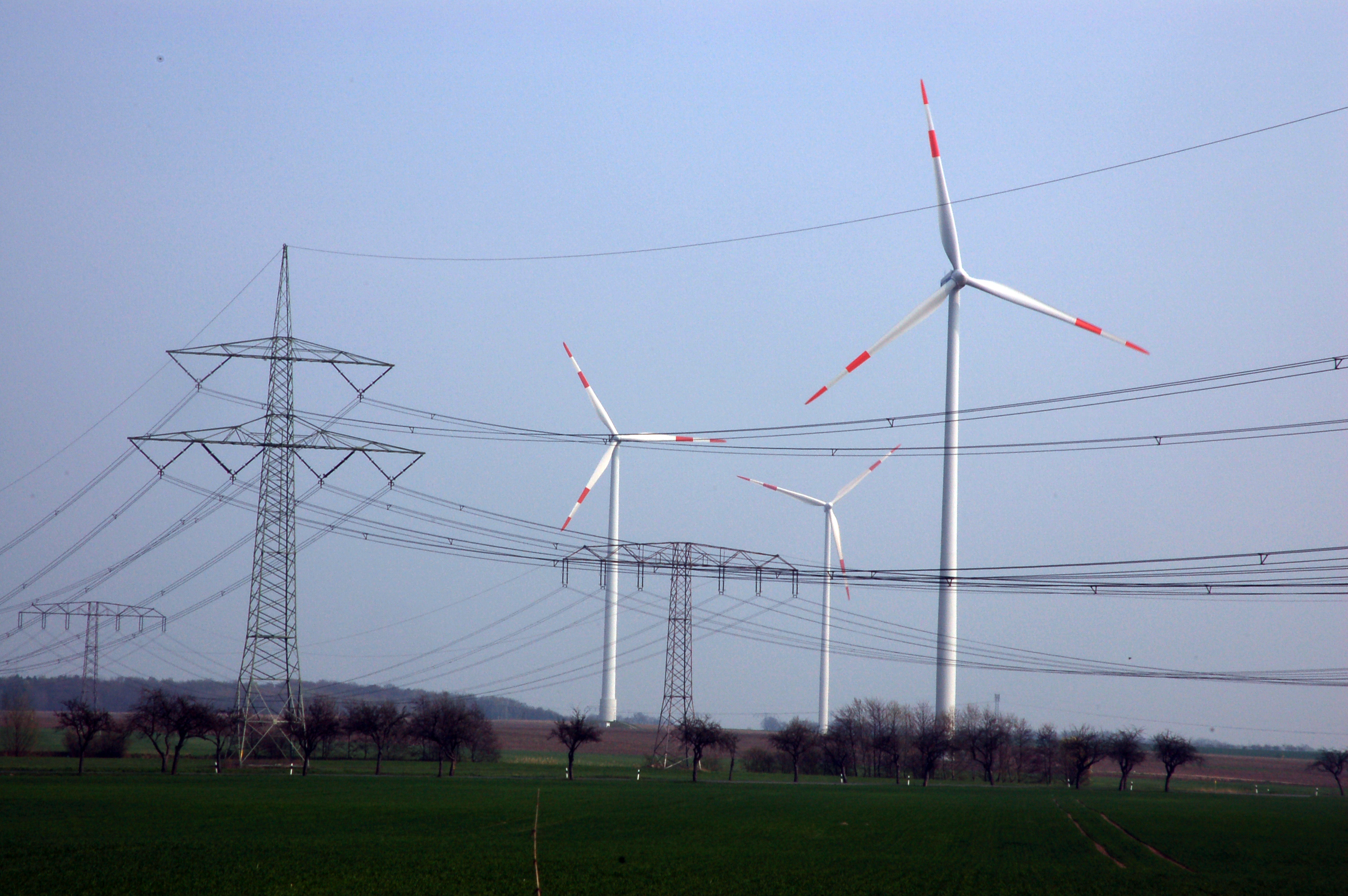
380-kV-Freileitung (Mast links), 220-kV-Freileitung (Mast Mitte) der 50Hertz am Windpark Tempelfelde

### Entstehung
Das Unternehmen wurde als Übertragungsnetzbetreiber im Juni 2002 aus der VEAG AG ausgegründet und unter dem Namen Vattenfall Europe Transmission GmbH von dem vertikal integrierten Energiekonzern Vattenfall als erste Tochtergesellschaft der Vattenfall Europe AG übernommen.
In der VEAG war nach der deutschen Wiedervereinigung das ostdeutsche Übertragungsnetz aufgegangen, das zuvor aus dem VEK Verbundnetze Energie (beziehungsweise dem Kombinatsbetrieb VEB Verbundnetz Elektroenergie) und der staatlichen Hauptlastverteilung der DDR bestand.
2006 nahm Vattenfall Europe Transmission schrittweise auch die Übertragungsnetze der ehemaligen HEW in Hamburg und BEWAG in West-Berlin auf.

### Umbenennung und eigentumsrechtliche Entflechtung
Vor dem Hintergrund rechtlicher Vorgaben zur Entflechtung (→EnWG-Novelle von 2005) und im Vorfeld des Dritten Energiepakets der EU gab der Mutterkonzern Vattenfall Europe 2008 bekannt, sich von seinem Übertragungsnetz trennen zu wollen.
Am 5. Januar 2010 erfolgte die Umfirmierung der Vattenfall Europe Transmission zu 50Hertz Transmission GmbH.
Die Marke 50Hertz nimmt Bezug auf die in europäischen Wechselspannungs-Stromnetzen übliche Netzfrequenz von 50 Hertz. Anfang 2010 beschäftigte 50Hertz etwa 600 Mitarbeiter.
Im März 2010 erklärte Vattenfall Europe, 50Hertz an den belgischen Netzbetreiber Elia System Operator und den australischen Infrastrukturfonds Industry Funds Management (IFM Global Infrastructure Fund) zu verkaufen.
Der Verkauf wurde am 19. Mai 2010 zu einem Preis von 465 oder 486 Millionen Euro rechtswirksam abgeschlossen.
Seitdem ist 50Hertz eine Tochtergesellschaft der Eurogrid GmbH mit Sitz in Berlin.
Die Eurogrid ist wiederum vollständig im Besitz der Eurogrid International CVBA/SCRL, einer Kapitalgesellschaft mit Sitz in Brüssel.
Anteilseigner der Eurogrid International, und damit indirekt von 50Hertz, waren seit 2010 Elia mit 60 Prozent und IFM mit 40 Prozent. Elia nimmt die operative Kontrolle über 50Hertz wahr.

### Veränderung der Eigentümerstruktur
Im Dezember 2017 wurde bekannt, dass IFM die Hälfte seines 40-Prozent-Anteils der 50Hertz-Holdinggesellschaft Eurogrid an die State Grid Corporation of China (SGCC) veräußern könne.
IFM zeigte die entsprechende Verkaufsabsicht am 2. Februar 2018 an.
Als Mehrheitseigner gab daraufhin Elia am 23. März 2018 bekannt, das bestehende Vorkaufsrecht auszuüben und seinen Anteil von 60 auf 80 Prozent aufzustocken. Der vereinbarte Kaufpreis für diesen Anteil beträgt 976,5 Millionen Euro. Nach dem Transaktionsabschluss wird Elia für 50Hertz voll konsolidierungsberechtigt sein. Am 26. April 2018 gab 50Hertz bekannt, dass die Transaktion mit dem sogenannten Closing abgeschlossen ist.
Im Frühjahr 2018 gab Elia bekannt, dass IFM auch den verbliebenen 20-Prozent-Anteil an 50Hertz veräußern will. Auch für diesen Anteil nahm Elia sein Vorkaufsrecht wahr, verkaufte diesen Anteil aber zum gleichen Preis an die Förderbank KfW weiter.

## Aktivitäten

### Gesetzlicher Auftrag und Zertifizierung

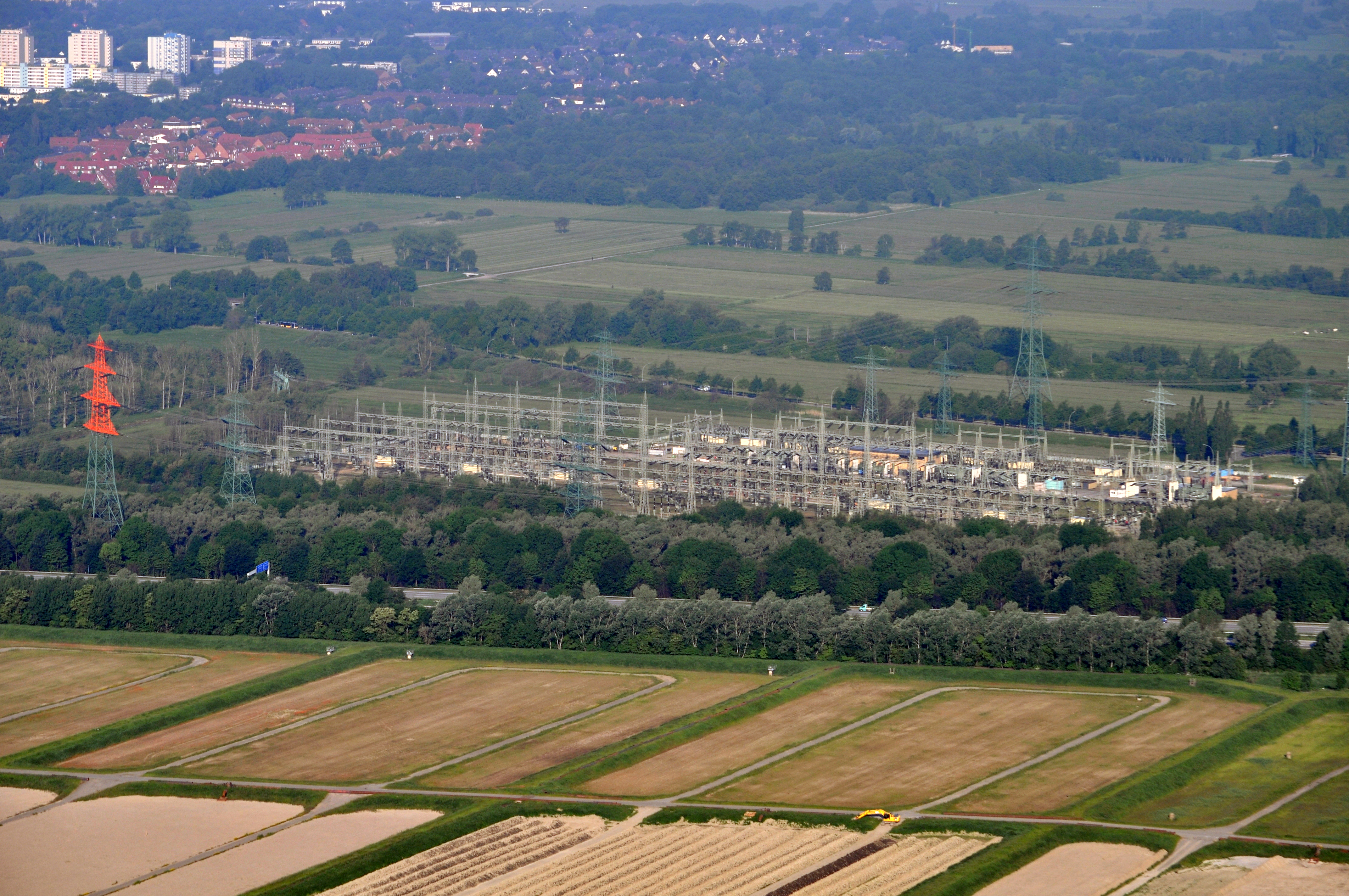
Umspannwerk Hamburg-Süd in Moorburg

50Hertz ist als Übertragungsnetzbetreiber ein Dienstleistungsunternehmen mit gesetzlichem Auftrag. Dieser ergibt sich aus den in § 11 ff. des Energiewirtschaftsgesetzes (EnWG) formulierten „Aufgaben der Netzbetreiber“. Im Zentrum stehen dabei der diskriminierungsfreie Betrieb eines sicheren, zuverlässigen und leistungsfähigen Energieversorgungsnetzes sowie dessen Optimierung und Ausbau.
Als Übertragungsnetzbetreiber unterliegt 50Hertz der wettbewerbspolitischen Regulierung durch die Bundesnetzagentur. Sie erteilte dem Unternehmen 2012 die Zertifizierung als eigentumsrechtlich entflochtener Transportnetzbetreiber gemäß § 8 EnWG.
Das Unternehmen sichert als regelzonenverantwortlicher Übertragungsnetzbetreiber die Balance und Zuverlässigkeit des elektrischen Gesamtsystems, den diskriminierungsfreien Netzzugang und damit die Voraussetzungen für den freien Elektrizitätshandel. Eine besondere Herausforderung ist für 50Hertz der mit rund 50 Prozent der installierten Kapazität hohe Anteil an regelintensiver Windenergie im Osten Deutschlands.

### Netzgebiet und Anlagen
Die von der 50Hertz betriebenen Übertragungsleitungen befinden sich in den neuen Bundesländern, in Berlin und in Hamburg.
Die Hauptschaltleitung (englisch Transmission Control Centre, TCC) des Unternehmens befindet sich in Neuenhagen bei Berlin. Darüber hinaus verfügt 50Hertz über eine Reihe von Umspannwerken und Schaltanlagen, die das Unternehmen über Regionalzentren in Güstrow, Neuenhagen bei Berlin, Lübbenau, Chemnitz-Röhrsdorf, Delitz am Berge und Wolmirstedt organisiert.
Kunden sind die angeschlossenen Verteilnetz- und Kraftwerksbetreiber sowie Transit- und Bilanzkreiskunden. Nach eigenen Angaben versorgt das Unternehmen damit mehr als 18 Millionen Menschen indirekt mit Strom.
Über die 100-prozentige Tochter 50Hertz Offshore kommt das Unternehmen den rechtlichen Verpflichtungen zum Netzanschluss von Offshore-Windparks (OWP) in der Ostsee nach.

### Integration in das europäische Verbundnetz

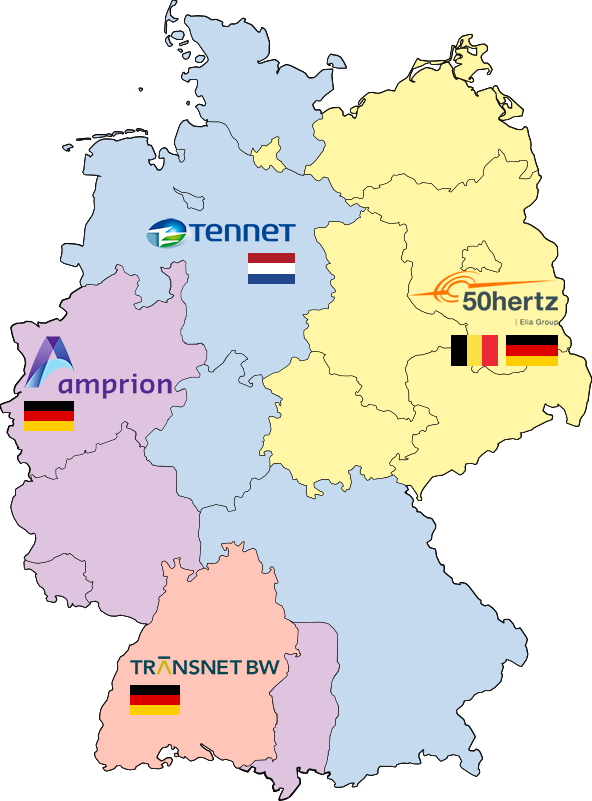
Deutsches Übertragungsnetz: Regelzonen von Amprion, Tennet, TransnetBW und 50Hertz

Innerhalb Deutschlands existieren Übergabestellen zu Tennet. Als Teil des Europäischen Verbundsystems bestehen außerdem Übergabestellen zu den benachbarten Übertragungsnetzbetreibern im Netzverbund der UCTE in Dänemark (Energinet.dk), Polen (PSE) und Tschechien (ČEPS). Über den Netzanschluss nach Dänemark verbindet das Unternehmen die Leitungen der UCTE mit dem skandinavischen Verbundsystem NORDEL.
50Hertz Transmission ist eines der vier deutschen Mitgliedsunternehmen im ENTSO-E.

### Netzausbau
50Hertz ist für mehrere Netzausbauvorhaben nach dem Energieleitungsausbaugesetz und dem Bundesbedarfsplangesetz verantwortlich.
Gemeinsam mit Tennet wird die Hochspannungs-Gleichstrom-Übertragungsleitung (HGÜ) SuedOstLink von Wolmirstedt (Sachsen-Anhalt) zum Kraftwerksstandort Isar bei Landshut (Bayern) geplant. Die Fertigstellung dieser HGÜ-Leitung ist (Stand 2025) im Jahr 2027 geplant. Der Termin war zuvor durch die Pflicht zur Nutzung von Erdkabeln statt Freileitungen sowie Verzögerungen im Genehmigungsverfahren mehrfach verschoben worden.
Von 2020 bis 2024 will 50Hertz 4,2 Milliarden Euro in seine Infrastruktur investieren. Verglichen mit dem Zeitraum 2015 bis 2019, als 3,1 Milliarden Euro investiert wurden, ist das eine Steigerung um 1,1 Milliarden Euro.